# Лукьянчиков, Анатолий Егорович
Анатолий Егорович Лукьянчиков (28 февраля 1975, Тирасполь) — советский и молдавский футболист, также имеющий российское гражданство, полузащитник и нападающий.

## Биография
Воспитанник тираспольской СДЮШОР-4 и днепропетровского ДВУФК. Дебютный матч на взрослом уровне сыграл в 16-летнем возрасте, 6 августа 1991 года в последнем сезоне первой лиги СССР в составе «Тилигула» против «Пардаугавы», заменив на 78-й минуте Владислава Немешкало. Всего в первой лиге СССР сыграл 3 матча в августе 1991 года, во всех выходил на замены.
После распада СССР продолжил выступать за «Тилигул» в чемпионате Молдавии, несмотря на юный возраст регулярно играл за команду. В весеннем сезоне 1992 года стал вице-чемпионом и финалистом Кубка Молдавии. Осенью 1992 года играл на Украине — в сентябре сыграл 2 матча в первой лиге за «Шахтёр» (Павлоград), а в октябре-ноябре — 9 матчей во второй лиге за «Таврию» (Херсон). Затем вернулся в «Тилигул», вместе с командой неоднократно становился серебряным призёром чемпионата Молдавии, обладателем и финалистом Кубка страны. Принимал участие в матчах еврокубков. Пропустил сезон 1996/97, в этот период был на просмотре в клубах Израиля и США[уточнить].
Весной 1998 года перешёл в украинский «Кривбасс». Дебютный матч в высшей лиге Украины сыграл 22 марта 1998 года против донецкого «Шахтёра», а свой единственный гол в турнире забил 28 апреля в ворота львовских «Карпат». Стал участником полуфинального матча Кубка Украины, в котором «Кривбасс» уступил киевскому «Динамо». В начале 1999 года был на просмотре в другом украинском клубе — симферопольской «Таврии», но стороны не договорились об условиях трансфера.
В дальнейшем, помимо выступлений за «Тилигул», играл за российские клубы «Торпедо» (Волжский) и «Луч-Энергия» (Владивосток) во втором дивизионе и за «Спартак» (Нальчик) в первом дивизионе. В 2002 году в составе «Вентспилса» стал вице-чемпионом Латвии. В 2004 году играл за середняка чемпионата Казахстана «Окжетпес» (Кокчетав).
В 30-летнем возрасте завершил профессиональную карьеру, затем играл в чемпионате Тирасполя, чемпионате Одессы, российской лиге ЛФЛ 8х8.
В начале 1992 года выступал за юниорскую сборную СНГ на мемориале Гранаткина. В составе молодёжной сборной Молдавии сыграл 11 матчей и забил один гол. Вызывался в национальную сборную Молдавии, но играл только в неофициальных матчах против клубов.

## Достижения
- Серебряный призёр чемпионата Молдавии: 1992/93, 1993/94, 1994/95, 1995/96, 1997/98, 1998/99
- Бронзовый призёр чемпионата Молдавии: 1996/97
- Обладатель Кубка Молдавии: 1992/93, 1993/94, 1994/95
- Финалист Кубка Молдавии: 1992, 1995/96
- Серебряный призёр чемпионата Латвии: 2002